# Dyskografia Natashy Bedingfield
Artykuł przedstawia całkowitą dyskografię brytyjskiej wokalistki pop Natashy Bedingfield. Artystka w sumie wydała pięć albumów studyjnych, dwanaście solowych singli oraz szesnaście solowych teledysków dzięki wytwórni Sony Music.
Debiutancki album studyjny wokalistki Unwritten wydany został we wrześniu 2004 w Wielkiej Brytanii. Wydawnictwo promowały cztery single „Single”, „These Words”, który znalazł się na szczycie notowania UK Singles Chart, „Unwritten” oraz „I Bruise Easily”. Album zajął pierwsze miejsce w zestawieniu UK Albums Chart i zyskał status potrójnej platyny przyznany przez brytyjski przemysł fonograficzny. Drugi album N.B. wydany w roku 2007 nie zyskał na popularności jak poprzednik jednak znalazł się na 9. pozycji oficjalnego notowania w Wielkiej Brytanii, zaś dwa single promujące wydawnictwo zyskały miejsca w top 10 UK Singles Chart. Na północnoamerykański rynek muzyczny w styczniu 2008 wydana została alternatywna wersja albumu, z różniącą się listą utworów oraz pod zmienionym tytułem – Pocketful of Sunshine. Album osiągnął 3. pozycję na notowaniu Billboard 200 oraz zyskał status złotej płyty przyznany przez organizację Recording Industry Association of America. Trzecie wydawnictwo Strip Me ukazało się w grudniu 2010 w Kanadzie oraz Stanach Zjednoczonych i podobnie jak poprzednia płyta, w Europie wydane zostało w roku 2011 z alternatywną listą utworów pod tytułem Strip Me Away.

## Albumy studyjne
| Tytuł                                               | Informacje                                                                                | Najwyższe pozycje na listach | Najwyższe pozycje na listach | Najwyższe pozycje na listach | Najwyższe pozycje na listach | Najwyższe pozycje na listach | Najwyższe pozycje na listach | Najwyższe pozycje na listach | Najwyższe pozycje na listach | Najwyższe pozycje na listach | Najwyższe pozycje na listach | Statusy                      | Sprzedaż      |
| Tytuł                                               | Informacje                                                                                | UK                           | AUS                          | AUT                          | CAN                          | GER                          | IRL                          | NLD                          | NZ                           | SWI                          | US                           | Statusy                      | Sprzedaż      |
| --------------------------------------------------- | ----------------------------------------------------------------------------------------- | ---------------------------- | ---------------------------- | ---------------------------- | ---------------------------- | ---------------------------- | ---------------------------- | ---------------------------- | ---------------------------- | ---------------------------- | ---------------------------- | ---------------------------- | ------------- |
| Unwritten                                           | - Wydany: 6 września 2004 - Wytwórnia: Phonogenic Records - Format: CD, digital download  | 1                            | 89                           | 31                           | –                            | 20                           | 4                            | 16                           | 31                           | 23                           | 26                           | - UK: 3× platyna - US: Złoto |               |
| N.B. / Pocketful of Sunshine                        | - Wydany: 30 kwietnia 2007 - Wytwórnia: Phonogenic Records - Format: CD, digital download | 9                            | –                            | –                            | 13                           | 80                           | 14                           | 13                           | –                            | 37                           | 3                            | - US: Złoto                  | - US: 614.000 |
| Strip Me / Strip Me Away                            | - Wydany: 7 grudnia 2010 - Wytwórnia: Phonogenic Records - Format: CD, digital download   | –                            | –                            | –                            | –                            | 45                           | –                            | –                            | –                            | 42                           | 103                          |                              | - US: 62.000  |
| "–" album nie był notowany, bądź nie został wydany. |                                                                                           |                              |                              |                              |                              |                              |                              |                              |                              |                              |                              |                              |               |

## Minialbumy
- Live from London EP[15] (2007)

## Single
| Tytuł                                                   | Rok  | Najwyższe pozycje na listach | Najwyższe pozycje na listach | Najwyższe pozycje na listach | Najwyższe pozycje na listach | Najwyższe pozycje na listach | Najwyższe pozycje na listach | Najwyższe pozycje na listach | Najwyższe pozycje na listach | Najwyższe pozycje na listach | Najwyższe pozycje na listach | Statusy                         | Album                                 |
| Tytuł                                                   | Rok  | UK                           | AUS                          | AUT                          | CAN                          | GER                          | IRL                          | NLD                          | NZ                           | SWI                          | US                           | Statusy                         | Album                                 |
| ------------------------------------------------------- | ---- | ---------------------------- | ---------------------------- | ---------------------------- | ---------------------------- | ---------------------------- | ---------------------------- | ---------------------------- | ---------------------------- | ---------------------------- | ---------------------------- | ------------------------------- | ------------------------------------- |
| „Single”                                                | 2004 | 3                            | –                            | –                            | –                            | –                            | 7                            | 80                           | –                            | –                            | 57                           | –                               | Unwritten                             |
| „These Words”                                           | 2004 | 1                            | 5                            | 2                            | –                            | 2                            | 1                            | 6                            | 2                            | 8                            | 17                           | - AUS: Złoto - US: Złoto        | Unwritten                             |
| „Unwritten”                                             | 2004 | 6                            | 26                           | 18                           | 4                            | 22                           | 9                            | 8                            | 15                           | 26                           | 5                            | - CAN: Platyna - US: 2× platyna | Unwritten                             |
| „I Bruise Easily”                                       | 2005 | 12                           | –                            | 46                           | –                            | 46                           | 17                           | 37                           | –                            | 53                           | –                            | –                               | Unwritten                             |
| „I Wanna Have Your Babies”                              | 2007 | 7                            | 50                           | 50                           | –                            | 39                           | 8                            | 29                           | –                            | 100                          | –                            | –                               | N.B.                                  |
| „Soulmate”                                              | 2007 | 7                            | –                            | 7                            | 79                           | 12                           | 28                           | 24                           | –                            | 7                            | 96                           | - GER: Złoto                    | N.B. / Pocketful of Sunshine          |
| „Love Like This” (z gościnnym udziałem Seana Kingstona) | 2007 | 20                           | –                            | –                            | 9                            | 33                           | 34                           | –                            | 5                            | –                            | 11                           | - US: Platyna                   | Pocketful of Sunshine                 |
| „Say It Again” (z gościnnym udziałem Adama Levine'a)    | 2007 | –                            | –                            | –                            | –                            | –                            | –                            | –                            | –                            | –                            | –                            | –                               | N.B. / Pocketful of Sunshine          |
| „Pocketful of Sunshine”                                 | 2008 | –                            | –                            | 28                           | 3                            | 24                           | –                            | 88                           | –                            | 43                           | 5                            | - CAN: Platyna - US: 2× platyna | Pocketful of Sunshine / Strip Me Away |
| „Angel”                                                 | 2008 | –                            | –                            | –                            | 41                           | –                            | –                            | –                            | –                            | –                            | 63                           | –                               | Pocketful of Sunshine                 |
| „Touch”                                                 | 2010 | –                            | –                            | –                            | 60                           | –                            | –                            | –                            | –                            | –                            | –                            | –                               | Strip Me / Strip Me Away              |
| „Strip Me”                                              | 2010 | –                            | –                            | –                            | 65                           | –                            | –                            | –                            | –                            | –                            | 91                           | –                               | Strip Me / Strip Me Away              |
| "–" singel nie był notowany, bądź nie został wydany.    |      |                              |                              |                              |                              |                              |                              |                              |                              |                              |                              |                                 |                                       |

### Z gościnnym udziałem
| Tytuł                                                                 | Rok  | Najwyższe pozycje na listach | Najwyższe pozycje na listach | Najwyższe pozycje na listach | Najwyższe pozycje na listach | Najwyższe pozycje na listach | Najwyższe pozycje na listach | Najwyższe pozycje na listach | Najwyższe pozycje na listach | Najwyższe pozycje na listach | Najwyższe pozycje na listach | Album                          |
| Tytuł                                                                 | Rok  | UK                           | AUS                          | AUT                          | CAN                          | GER                          | IRL                          | NLD                          | NZ                           | SWI                          | US                           | Album                          |
| --------------------------------------------------------------------- | ---- | ---------------------------- | ---------------------------- | ---------------------------- | ---------------------------- | ---------------------------- | ---------------------------- | ---------------------------- | ---------------------------- | ---------------------------- | ---------------------------- | ------------------------------ |
| „Bruised Water” (Chicane featuring Natasha Bedingfield)               | 2008 | 42                           | –                            | –                            | –                            | –                            | –                            | 35                           | –                            | –                            | –                            | The Best of Chicane: 1996–2008 |
| „Jet Lag” (Simple Plan featuring Natasha Bedingfield)                 | 2011 | –                            | 8                            | –                            | 11                           | 59                           | –                            | 81                           | –                            | 54                           | –                            | Get Your Heart On!             |
| „Easy” (Rascal Flatts featuring Natasha Bedingfield)                  | 2011 | –                            | –                            | –                            | –                            | –                            | –                            | –                            | –                            | –                            | 43                           | Nothing Like This              |
| „As Long as We Got Love” (Javier Colon featuring Natasha Bedingfield) | 2011 | –                            | –                            | –                            | –                            | –                            | –                            | –                            | –                            | –                            | –                            | Come Through For You           |
| „Between the Raindrops” (Lifehouse featuring Natasha Bedingfield)     | 2012 | –                            | –                            | –                            | 16                           | –                            | –                            | –                            | –                            | –                            | 79                           | Almería                        |
| "–" singel nie był notowany, bądź nie został wydany.                  |      |                              |                              |                              |                              |                              |                              |                              |                              |                              |                              |                                |

### Single charytatywne
| Tytuł                                                       | Rok  | Najwyższe pozycje na listach | Najwyższe pozycje na listach | Najwyższe pozycje na listach | Najwyższe pozycje na listach | Najwyższe pozycje na listach | Najwyższe pozycje na listach | Najwyższe pozycje na listach | Najwyższe pozycje na listach | Najwyższe pozycje na listach | Najwyższe pozycje na listach | Adnotacje           |
| Tytuł                                                       | Rok  | UK                           | AUS                          | AUT                          | CAN                          | GER                          | IRL                          | NLD                          | NZ                           | SWI                          | US                           | Adnotacje           |
| ----------------------------------------------------------- | ---- | ---------------------------- | ---------------------------- | ---------------------------- | ---------------------------- | ---------------------------- | ---------------------------- | ---------------------------- | ---------------------------- | ---------------------------- | ---------------------------- | ------------------- |
| „Do They Know It's Christmas?” (jako członkini Band Aid 20) | 2004 | 1                            | 9                            | 15                           | –                            | 7                            | 1                            | –                            | 1                            | 7                            | –                            | Singel charytatywny |
| „Just Stand Up!” (wraz z wieloma artystkami)                | 2008 | 26                           | 39                           | 73                           | 10                           | –                            | 11                           | –                            | 19                           | –                            | 11                           | Singel charytatywny |
| "–" singel nie był notowany, bądź nie został wydany.        |      |                              |                              |                              |                              |                              |                              |                              |                              |                              |                              |                     |

### Single promocyjne
- 2006 – „The One That Got Away” z albumu Unwritten
- 2011 – „Shake Up Christmas”

## Gościnny wokal
| Piosenka                                       | Rok  | Artysta                                      | Album                                                                                 |
| ---------------------------------------------- | ---- | -------------------------------------------- | ------------------------------------------------------------------------------------- |
| „All I Do”                                     | 2002 | Hillsong Church                              | Blessed                                                                               |
| „Shout Your Fame”                              | 2004 | Hillsong Church                              | Shout God’s Fame                                                                      |
| „You Are My Rock”                              | 2004 | Hillsong Church                              | Shout God’s Fame                                                                      |
| „Centre of My Life”                            | 2004 | Hillsong Church                              | Shout God’s Fame                                                                      |
| „I Will Go”                                    | 2004 | Hillsong Church                              | Shout God’s Fame                                                                      |
| „Here I Am (Father's Love)”                    | 2004 | Hillsong Church                              | Shout God’s Fame                                                                      |
| „Alive”                                        | 2004 | Hillsong Church                              | Jesus Is My Superhero                                                                 |
| „You're the One”                               | 2004 | Hillsong Church                              | Jesus Is My Superhero                                                                 |
| „Again”                                        | 2009 | Natasha Bedingfield                          | Wyznania zakupoholiczki soundtrack                                                    |
| „Yes We Can”                                   | 2009 | The Naked Brothers Band, Natasha Bedingfield | Songs from Season Three                                                               |
| „Last Chance”                                  | 2010 | Nicki Minaj, Natasha Bedingfield             | Pink Friday                                                                           |
| „Recover”                                      | 2011 | Natasha Bedingfield                          | SXSW4Japan                                                                            |
| „Freckles”                                     | 2011 | Natasha Bedingfield                          | Care for Haiti                                                                        |
| „Ring Them Bells”                              | 2012 | Natasha Bedingfield                          | Chimes of Freedom: The Songs of Bob Dylan Honouring 50 Years of Amnesty International |
| „Etude in E Major, Op. 10, No. 3, "Tristesse"” | 2012 | Lang Lang, Natasha Bedingfield               | The Chopin: "Tristesse" - EP                                                          |

## Wideografia

### DVD
| Tytuł                 | Informacje o albumie |
| --------------------- | --- |
| Live in New York City | - Wydany: 21 listopada 2006 - Wytwórnia: Sony BMG - Format: DVD - Zapis koncertu z Nokia Theatre z Nowego Jorku, teledyski i dokument. |

### Teledyski
| Tytuł                              | Rok  | Reżyser                       |
| ---------------------------------- | ---- | ----------------------------- |
| „Single”                           | 2004 | Jake Nava                     |
| „These Words”                      | 2004 | Scott Lyon oraz Sophie Muller |
| „Unwritten”                        | 2004 | Michael Gracey                |
| „I Bruise Easily”                  | 2005 | Matthew Rolston               |
| „These Words” (wersja amerykańska) | 2005 | Chris Milk                    |
| „Unwritten” (wersja amerykańska)   | 2005 | Chris Applebaum               |
| „Single” (wersja amerykańska)      | 2006 | Jake Nava                     |
| „I Wanna Have Your Babies”         | 2007 | Dave Meyers                   |
| „Soulmate”                         | 2007 | Mark Pellington               |
| „Say It Again”                     | 2007 | Charles Mehling               |
| „Love Like This”                   | 2007 | Gil Green                     |
| „Pocketful of Sunshine”            | 2008 | Alan Ferguson                 |
| „Angel”                            | 2008 | Phil Griffin                  |
| „Touch”                            | 2010 | Rich Lee                      |
| „Strip Me”                         | 2010 | Kathie Rankin                 |
| „Strip Me” (wersja Dzień dobry TV) | 2010 | Kathie Rankin                 |

Z gościnnym udziałem
| Tytuł                    | Rok  | Reżyser       | Artysta                                   |
| ------------------------ | ---- | ------------- | ----------------------------------------- |
| „Jet Lag”                | 2011 | Frank Borin   | Simple Plan (feat. Natasha Bedingfield)   |
| „Easy”                   | 2011 | Peter Zavadil | Rascal Flatts (feat. Natasha Bedingfield) |
| „As Long As We Got Love” | 2011 | Ryan Pallotta | Javier Colon (feat. Natasha Bedingfield)  |
| „Between the Raindrops”  | 2012 | Hyperballad   | Lifehouse (feat. Natasha Bedingfield)     |